# Ataque incómodo
Um Ataque incómodo (em inglês: nuisance raid) é um tipo de ataque levado a cabo durante uma guerra ou um conflito, que serve principalmente dois propósitos:
- Desviar a atenção dos principais focos militares e de defesa
- Destruição de vias de comunicações, mercadorias ou infraestruturas

Esta táctica cria um cansaço psicológico e possivelmente a baixa da moral de quem é atacado, pois é difícil saber quando um ataque destes vai surgir e o local onde ocorrerá.
Durante a Segunda Guerra Mundial, tanto as potências do eixo como os aliados utilizaram esta táctica para desgastar as forças militares e civis inimigas.